# Amastus genoveva
Amastus genoveva är en fjärilsart som beskrevs av Paul Dognin 1901. Amastus genoveva ingår i släktet Amastus och familjen björnspinnare. Inga underarter finns listade i Catalogue of Life.